# Узловский район
Узло́вский райо́н — административно-территориальная единица (район) и муниципальное образование (муниципальный район) в Тульской области России.
Административный центр — город Узловая.

## География
Район расположен на востоке Тульской области. Площадь 631,25 км². Основные реки — Дон с его притоками Люторичь, Сукромка, Далец, Емановка, а также Шиворонь, Рассошка, Любовка и Ильинка.

## История
Район образован 1 августа 1924 года в составе Богородицкого уезда Тульской губернии, в него вошли территории бывших Супоневской волости Богородицкого уезда и Каменской, Смородинской, Бобриковской, Люторической волостей ликвидированного Епифанского уезда.
В 1926 году уезды были упразднены, район передан в прямое управление Тульской губернии.
В 1929 году в результате упразднения губерний район вошёл в состав Тульского округа Московской области. При этом в его состав вошли рабочий посёлок Узловая и сельсоветы Аким-Ильинский, Арсеньевский, Бибиковский, Бобриковский, Бороздинский, Высоцкий, Дубовский, Емановский, Иваново-Озерский, Ивановский, Ильинский, Каменский, Клинский, Ключевский, Княгининский, Кожино-Петровский, Колодезный, Люторский, Маклецкий, Марьинский, Никольский, Пашковский, Петровский, Прохоровский, Смородинский, Степановский, Торбеевский, Урванский, Хитровский, Черемуховский и Шаховской.
31 декабря 1930 года был образован город Бобрики.
14 мая 1931 года был образован р. п. Донской. 2 ноября город Бобрики был выведен из состава Узловского района в отдельную административно-территориальную единицу. В подчинение Бобрикам были переданы с/с Бороздинский, Иваново-Озерский, Ильинский, Клинский, Ключевский, Княгининский, Колодезный, Маклецкий, Прохоровский, Степановский и Урванский.
10 декабря 1932 года в новый Донской район из Узловского были переданы р. п. Донской и с/с Арсеньевский, Бобриковский, Дубровский, Емановский, Кожино-Петровский, Люторский, Никольский и Смородинский. Одновременно из Богородицкого района в Узловский был передан Фёдоровский с/с.
25 декабря 1933 года Богородицкий район был упразднён. Из его состава в Узловский район вошли город Богородицк и с/с Балаховский, Вязовский, Иевлевский, Кобылинский, Новопокровский и Притонский.
11 октября 1934 года город Богородицк и с/с Балаховский, Вязовский, Иевлевский, Кобылинский и Новопокровский были переданы в Товарковский район.
26 сентября 1937 года Узловский район вошёл в состав вновь образованной Тульской области.
11 сентября 1938 года р.п. Узловая получил статус города районного подчинения.
20 декабря 1942 года Узловский район был передан в состав Московской области. На тот момент в его состав входили город Узловая и с/с Аким-Ильинский, Бибиковский, Высоцкий, Ивановский, Каменский, Марьинский, Пашковский, Петровский, Притонский, Торбеевский, Фёдоровский, Хитровский, Черемуховский и Шаховской.
25 февраля 1943 года город Узловая получил статус города областного подчинения.
6 сентября 1944 года был образован р. п. Дубовка.
23 февраля 1951 года был образован р. п. Каменецкий, а 28 июня — р. п. Брусянский.
14 июня 1954 года были упразднены Бибиковский, Высоцкий, Ивановский, Марьинский, Петровский, Торбеевский, Черемуховский сельсоветы. Образован Вельминский сельсовет. Территория Бибиковского сельсовета была передана в Хитровский сельсовет, территория Высоцкого сельсовета — в Фёдоровский сельсовет, территория Ивановского сельсовета — в Вельминский сельсовет, территория Марьинского сельсовета — в Вельминский сельсовет, территория Петровского сельсовета — в Шаховской сельсовет, территория Торбеевского сельсовета — в Хитровский сельсовет, территория Черемуховского сельсовета — в Аким-Ильинский сельсовет.
27 марта 1957 года Узловский район был возвращен в состав Тульской области.
1 февраля 1963 года Узловский район был упразднён. При этом рабочие посёлки Брусянский, Дубовка, Каменецкий и Партизанский были переданы в подчинение городу Узловая, а Аким-Ильинский, Вельминский, Каменский, Пашковский, Притонский, Фёдоровский, Хитровский и Шаховской сельсоветы были переданы в Новомосковский район.
12 января 1965 года Узловский район был восстановлен. В его состав вошли рабочие посёлки Брусянский, Дубовка, Каменецкий и Партизанский; Аким-Ильинский, Бобриковский, Бутырский, Вельминский, Каменский, Люторский, Моисеевский, Пашковский, Петровский, Притонский, Ракитинский, Смородинский, Фёдоровский и Хитровский сельсоветы.
В 1963 — 1965 годах район был упразднён, после восстановления в него вошла территория бывшего Донского района.
4 июня 1965 года был образован Кондуковский сельсовет.
1 января 1967 года Притонский сельсовет был переименован в Прилесский.
10 марта 1969 года Петровский сельсовет был переименован в Краснолесский.
17 июня 1986 года Моисеевский сельсовет был переименован в Никольский.
10 октября 1993 года сельсоветы были преобразованы в сельские администрации.
Летом 2019 года в индустриальном парке «Узловая» открылся завод по производству автомобилей Haval. Завод по производству двигателей для автомобилей Haval китайского автоконцерна Great Wall Motors разместится по соседству с автозаводом.

## Население
| 1959    | 1970    | 1979    | 1989    | 2002    | 2009    | 2010    | 2011    | 2012    |
| ------- | ------- | ------- | ------- | ------- | ------- | ------- | ------- | ------- |
| 16 827  | ↗23 915 | ↘18 201 | ↘13 284 | ↘11 046 | ↗85 725 | ↘85 173 | ↘85 028 | ↘84 300 |
| 2013    | 2014    | 2015    | 2016    | 2017    | 2018    | 2019    | 2020    | 2021    |
| ↘83 828 | ↘83 745 | ↘83 329 | ↘82 539 | ↘81 748 | ↘80 935 | ↘79 510 | ↘78 186 | ↘76 844 |

### Урбанизация
Городское население (город Узловая) составляет 64,32 % от всего населения района.

### Национальный состав
По итогам переписи населения 2020 года проживали следующие национальности (национальности менее 0,1 % и другое см. в сноске к строке «Другие»):
| Национальность | Численность, чел. | Доля     |
| -------------- | ----------------- | -------- |
| Русские        | 67 307            | 87,59 %  |
| Татары         | 649               | 0,84 %   |
| Таджики        | 440               | 0,57 %   |
| Армяне         | 433               | 0,56 %   |
| Узбеки         | 340               | 0,44 %   |
| Азербайджанцы  | 241               | 0,31 %   |
| Украинцы       | 214               | 0,28 %   |
| Киргизы        | 158               | 0,21 %   |
| Немцы          | 78                | 0,10 %   |
| Другие         | 6984              | 9,10 %   |
| Итого          | 76 844            | 100,00 % |

## Территориальное деление
Административно-территориальное устройство
Узловский район в рамках административно-территориального устройства включает 1 город районного подчинения и 17 сельских администраций:
| №     | Административно-территориальная единица | Код ОКАТО  | Население 2002 (чел.) | Соответствие сельскому поселению |
| ----- | --------------------------------------- | ---------- | --------------------- | -------------------------------- |
| 1e-06 | Города районного подчинения:            |            |                       |                                  |
| 2e-06 | Узловая                                 | 70 244 501 |                       |                                  |
| 3e-06 | Сельские администрации:                 |            |                       |                                  |
| 1     | Акимо-Ильинская сельская администрация  | 70 244 805 | 13417                 | СП Шахтёрское                    |
| 2     | Бутырская сельская администрация        | 70 244 810 | 658                   | СП Смородинское                  |
| 3     | Вельминская сельская администрация      | 70 244 815 | 461                   | СП Шахтёрское                    |
| 4     | Каменецкая сельская администрация       | 70 244 819 | 2869                  | СП Каменецкое                    |
| 5     | Каменская сельская администрация        | 70 244 820 | 1241                  | СП Каменецкое                    |
| 6     | Кондуковская сельская администрация     | 70 244 825 | 277                   | СП Смородинское                  |
| 7     | Краснолесская сельская администрация    | 70 244 830 | 702                   | СП Каменецкое                    |
| 8     | Люторическая сельская администрация     | 70 244 835 | 1006                  | СП Смородинское                  |
| 9     | Майская сельская администрация          | 70 244 837 | 2115                  | СП Каменецкое                    |
| 10    | Никольская сельская администрация       | 70 244 840 | 739                   | СП Смородинское                  |
| 11    | Партизанская сельская администрация     | 70 244 844 | 2534                  | СП Шахтёрское                    |
| 12    | Пашковская сельская администрация       | 70 244 845 | 464                   | СП Каменецкое                    |
| 13    | Прилесская сельская администрация       | 70 244 850 | 504                   | СП Шахтёрское                    |
| 14    | Ракитинская сельская администрация      | 70 244 855 | 795                   | СП Смородинское                  |
| 15    | Смородинская сельская администрация     | 70 244 860 | 1155                  | СП Смородинское                  |
| 16    | Фёдоровская сельская администрация      | 70 244 865 | 779                   | СП Шахтёрское                    |
| 17    | Хитровская сельская администрация       | 70 244 870 | 1416                  | СП Шахтёрское                    |

Муниципальное устройство
В муниципальный район в рамках организации местного самоуправления входят 4 муниципальных образования, в том числе одно городское и три сельских поселения:
| №        | Муниципальное образование | Административный центр | Количество населённых пунктов | Население | Площадь, км2 |
| -------- | ------------------------- | ---------------------- | ----------------------------- | --------- | ------------ |
| 1e-06    | Городское поселение:      |                        |                               |           |              |
| 1        | город Узловая             | город Узловая          | 1                             | ↘49 427   | 25,00        |
| 1.000002 | Сельские поселения:       |                        |                               |           |              |
| 2        | Каменецкое                | посёлок Каменецкий     | 26                            | ↗6251     | 61,94        |
| 3        | Смородинское              | село Смородино         | 40                            | ↗3313     | 148,91       |
| 4        | Шахтёрское                | посёлок Дубовка        | 47                            | ↘17 853   | 202,43       |

В 2006 году в муниципальном районе были созданы 3 городских и 7 сельских поселений. В 2013 году были упразднены сельские поселения Майское (включено в Каменецкое), Ракитинское (включено в Смородинское); также сельские поселения Партизанское, Фёдоровское, городские поселения рабочий посёлок Брусянский и рабочий посёлок Дубовка были объединены в новое сельское поселение Шахтёрское.

## Населённые пункты
В Узловском районе один город и 113 сельских населённых пунктов.
| №   | Населённый пункт  | Тип             | Население (чел.) | Муниципальное образование | Сельская администрация |
| --- | ----------------- | --------------- | ---------------- | ------------------------- | ---------------------- |
| 1   | Узловая           | город           | ↘49 427          | город Узловая             |                        |
| 2   | Алтабаево         | деревня         | 32               | Смородинское              | Ракитинская            |
| 3   | Арсеньево         | деревня         | 8                | Смородинское              | Люторическая           |
| 4   | Бабинка           | деревня         | 6                | Смородинское              | Кондуковская           |
| 5   | Бестужево         | деревня         | 13               | Смородинское              | Бутырская              |
| 6   | Бестужевский      | посёлок         | ↘217             | Смородинское              | Бутырская              |
| 7   | Бибиково          | деревня         | ↘128             | Шахтёрское                | Хитровская             |
| 8   | Бирюковка         | деревня         | 5                | Смородинское              | Ракитинская            |
| 9   | Болотовка         | деревня         | 51               | Шахтёрское                | Прилесская             |
| 10  | Большая Полунинка | деревня         | 34               | Шахтёрское                | Вельминская            |
| 11  | Большая Рассошка  | деревня         | 69               | Шахтёрское                | Акимо-Ильинская        |
| 12  | Брусянка          | деревня         | 14               | Шахтёрское                | Хитровская             |
| 13  | Брусянский        | посёлок         | ↘3130            | Шахтёрское                | Акимо-Ильинская        |
| 14  | Бутырки           | село            | ↘264             | Смородинское              | Бутырская              |
| 15  | Васильевка        | деревня         | ↘230             | Каменецкое                | Каменская              |
| 16  | Вельмино          | деревня         | 64               | Шахтёрское                | Вельминская            |
| 17  | Верховье-Люторичи | деревня         | 3                | Шахтёрское                | Прилесская             |
| 18  | Волково           | деревня         | ↘258             | Смородинское              | Люторическая           |
| 19  | Вольная Емановка  | деревня         | 2                | Смородинское              | Смородинская           |
| 20  | Высоцкое          | село            | 82               | Шахтёрское                | Федоровская            |
| 21  | Горьковский       | посёлок         | 11               | Каменецкое                | Краснолесская          |
| 22  | Гранки            | посёлок         | 12               | Смородинское              | Никольская             |
| 23  | Гудаловка         | деревня         | 9                | Шахтёрское                | Акимо-Ильинская        |
| 24  | Данилово          | деревня         | 52               | Каменецкое                | Пашковская             |
| 25  | Дома Рыбхоза      | посёлок         | 8                | Смородинское              | Люторическая           |
| 26  | Домнино           | деревня         | 6                | Каменецкое                | Краснолесская          |
| 27  | Дубки             | деревня         | 11               | Каменецкое                | Пашковская             |
| 28  | Дубовка           | деревня         | 63               | Шахтёрское                | Акимо-Ильинская        |
| 29  | Дубовка           | посёлок         | ↘8159            | Шахтёрское                | Акимо-Ильинская        |
| 30  | Дубовое           | деревня         | ↘301             | Смородинское              | Никольская             |
| 31  | Емановка          | деревня         | 30               | Смородинское              | Смородинская           |
| 32  | Заварзино         | деревня         | ↗99              | Шахтёрское                | Хитровская             |
| 33  | Заря              | посёлок         | 26               | Смородинское              | Ракитинская            |
| 34  | Засецкое          | деревня         | 15               | Каменецкое                | Пашковская             |
| 35  | Ивановка          | село            | ↘172             | Шахтёрское                | Вельминская            |
| 36  | Ильинка           | село            | ↗684             | Шахтёрское                | Акимо-Ильинская        |
| 37  | Каменецкий        | посёлок         | ↘2506            | Каменецкое                | Каменецкая             |
| 38  | Каменка           | село            | ↘445             | Каменецкое                | Каменская              |
| 39  | Кобяково          | деревня         | 7                | Смородинское              | Бутырская              |
| 40  | Козлово           | село            | 49               | Смородинское              | Ракитинская            |
| 41  | Комсомольский     | посёлок         | 79               | Шахтёрское                | Партизанская           |
| 42  | Кондрово          | деревня         | ↘276             | Шахтёрское                | Хитровская             |
| 43  | Кондуки           | деревня         | ↘119             | Смородинское              | Кондуковская           |
| 44  | Красная Каменка   | деревня         | 1                | Каменецкое                | Пашковская             |
| 45  | Краснолесский     | посёлок         | ↗551             | Каменецкое                | Краснолесская          |
| 46  | Крутой Верх       | деревня         | 50               | Шахтёрское                | Федоровская            |
| 47  | Крутой Верх       | посёлок         |                  | Смородинское              | Смородинская           |
| 48  | Крюково           | деревня         | 3                | Каменецкое                | Пашковская             |
| 49  | Кузмищево         | деревня         | 8                | Каменецкое                | Краснолесская          |
| 50  | Кулижки           | деревня         | 1                | Смородинское              | Кондуковская           |
| 51  | Ламки             | деревня         | 43               | Шахтёрское                | Федоровская            |
| 52  | Лесной            | посёлок         | 10               | Каменецкое                | Каменская              |
| 53  | Люторичи          | село            | ↘508             | Смородинское              | Люторическая           |
| 54  | Майский           | посёлок         | ↗2289            | Каменецкое                | Майская                |
| 55  | Малая Малаховка   | деревня         | 2                | Смородинское              | Люторическая           |
| 56  | Малая Полунинка   | деревня         | 1                | Шахтёрское                | Федоровская            |
| 57  | Малая Рассошка    | деревня         | 37               | Шахтёрское                | Хитровская             |
| 58  | Марьинка          | деревня         | 62               | Шахтёрское                | Вельминская            |
| 59  | Мельгуново        | деревня         | ↘102             | Смородинское              | Ракитинская            |
| 60  | Михайловка        | деревня         | 10               | Смородинское              | Никольская             |
| 61  | Нижние Ясенки     | деревня         | 0                | Смородинское              | Бутырская              |
| 62  | Никольское        | деревня         | ↘348             | Смородинское              | Никольская             |
| 63  | Новогеоргиевский  | посёлок         | 19               | Смородинское              | Смородинская           |
| 64  | Новый             | посёлок         | 7                | Смородинское              | Люторическая           |
| 65  | Огаревка          | деревня         | 75               | Каменецкое                | Краснолесская          |
| 66  | Ореховка          | деревня         | 13               | Шахтёрское                | Прилесская             |
| 67  | Орловка           | деревня         | 0                | Смородинское              | Кондуковская           |
| 68  | Партизан          | посёлок         | ↘2038            | Шахтёрское                | Партизанская           |
| 69  | Пашково           | деревня         | ↘362             | Каменецкое                | Пашковская             |
| 70  | Пестово           | деревня         | 4                | Смородинское              | Кондуковская           |
| 71  | Пестовский        | посёлок         | 0                | Смородинское              | Кондуковская           |
| 72  | Петровское        | деревня         | 7                | Шахтёрское                | Акимо-Ильинская        |
| 73  | Писарево          | деревня         | 0                | Смородинское              | Люторическая           |
| 74  | Поваляевка        | деревня         | 0                | Смородинское              | Бутырская              |
| 75  | Поддубный         | посёлок         | 238              | Шахтёрское                | Партизанская           |
| 76  | Полунино          | посёлок станции | 33               | Шахтёрское                | Федоровская            |
| 77  | Полунинский       | посёлок         | 2                | Шахтёрское                | Вельминская            |
| 78  | Прилесье          | деревня         | ↗329             | Шахтёрское                | Прилесская             |
| 79  | Раздолье          | деревня         | 3                | Смородинское              | Ракитинская            |
| 80  | Ракитино          | деревня         | ↘388             | Смородинское              | Ракитинская            |
| 81  | Роткинский        | посёлок         | 29               | Каменецкое                | Каменская              |
| 82  | Руднево           | посёлок станции | 8                | Каменецкое                | Майская                |
| 83  | Синяевка          | деревня         | 28               | Шахтёрское                | Хитровская             |
| 84  | Смородино         | село            | ↘884             | Смородинское              | Смородинская           |
| 85  | Супонь            | село            | ↗423             | Шахтёрское                | Хитровская             |
| 86  | Сухановка         | деревня         | ↘105             | Шахтёрское                | Федоровская            |
| 87  | Сычевка           | деревня         | 14               | Шахтёрское                | Федоровская            |
| 88  | Топки             | посёлок         | 0                | Шахтёрское                | Вельминская            |
| 89  | Торбеевка         | деревня         | ↗203             | Шахтёрское                | Хитровская             |
| 90  | Троицкое          | село            | 8                | Смородинское              | Ракитинская            |
| 91  | Тургеневский      | посёлок         | 9                | Шахтёрское                | Вельминская            |
| 92  | Ушаково           | деревня         | 39               | Смородинское              | Люторическая           |
| 93  | Фёдоровка         | деревня         | ↗494             | Шахтёрское                | Федоровская            |
| 94  | Фёдоровский       | посёлок         | 0                | Шахтёрское                | Вельминская            |
| 95  | Хитрово           | деревня         | ↘176             | Шахтёрское                | Хитровская             |
| 96  | Хованка           | деревня         | 69               | Шахтёрское                | Хитровская             |
| 97  | Хотянцево         | деревня         | 0                | Смородинское              | Люторическая           |
| 98  | Хрущевка          | деревня         | 81               | Шахтёрское                | Хитровская             |
| 99  | Хрущево           | деревня         | 16               | Смородинское              | Кондуковская           |
| 100 | Черемуховка       | деревня         | 45               | Шахтёрское                | Акимо-Ильинская        |
| 101 | Шаховское         | село            | 75               | Каменецкое                | Краснолесская          |
| 102 | Щербаковский      | посёлок         | 2                | Шахтёрское                | Федоровская            |
| 103 | Южный             | посёлок         | 62               | Шахтёрское                | Федоровская            |
| 104 | Юлинка            | деревня         | 72               | Шахтёрское                | Прилесская             |
| 105 | Ясенки            | деревня         | 23               | Смородинское              | Бутырская              |
| 106 | 1 Каменецкая      | посёлок         | 49               | Каменецкое                | Каменецкая             |
| 107 | 1 Россошинская    | посёлок         | 67               | Шахтёрское                | Партизанская           |
| 108 | 2 БИС Каменецкая  | посёлок         | 29               | Каменецкое                | Каменецкая             |
| 109 | 2 Каменецкая      | посёлок         | 24               | Каменецкое                | Каменецкая             |
| 110 | 2 Россошинская    | посёлок         | 40               | Шахтёрское                | Партизанская           |
| 111 | 3 Каменецкая      | посёлок         | 0                | Каменецкое                | Майская                |
| 112 | 43 Каменецкая     | посёлок         | 0                | Каменецкое                | Майская                |
| 113 | 44 Каменецкая     | посёлок         | 0                | Каменецкое                | Майская                |
| 114 | 8 Марта           | посёлок         | ↘131             | Каменецкое                | Каменская              |

Ряд сельских населённых пунктов на территории современного района ранее были посёлками городского типа: Каменецкий — с 1951 до 2005 гг., Партизан — с 1958 до 2005 гг., Майский — с 1963 до 2005 гг., Брусянский — с 1951 до 2013 гг., Дубовка — с 1944 до 2013 гг.
Упразднённые населённые пункты:
- 1986 год — посёлок Новосемёновский Прилесского сельсовета[44]

## Транспорт
Через район проходят автодорога республиканского значения М4 E 115 «Дон» «Москва — Воронеж — Ростов-на-Дону — Краснодар — Новороссийск», железные дороги «Москва—Воронеж» и «Калуга—Ряжск», а также автомобильные и железные дороги местного значения, связывающие Узловую с другими районными центрами области (Новомосковск, Богородицк, Донской, Кимовск, Тула).
В городе находится одноимённая ж/д станция и автостанция. Автобусы и маршрутки ходят из города в близлежащие поселки Дубовка, Брусянский и направления в город Москва, Тула.

## Достопримечательности
Одним из самых старинных зданий города Узловая является корпус бывшей железнодорожной больницы. Она была открыта в 1892 году. В 1941 году, во время атаки города немецкими самолётами, практически все корпуса больницы были уничтожены. Один из них чудесным образом уцелел и до сегодняшнего дня сохранился в первоначальном виде.
В Узловой находится единственный в России памятник девушкам-зенитчицам. В мае 1943 года зенитчицы, защищая небо Узловой, погибли от прямого попадания бомбы в расчёт. В послевоенное время, на средства отца погибшей зенитчицы Октябрины Смирновой был установлен памятник.
Настоящим символом города Узловая является паровоз «ФД», установленный недалеко от здания железнодорожного вокзала.

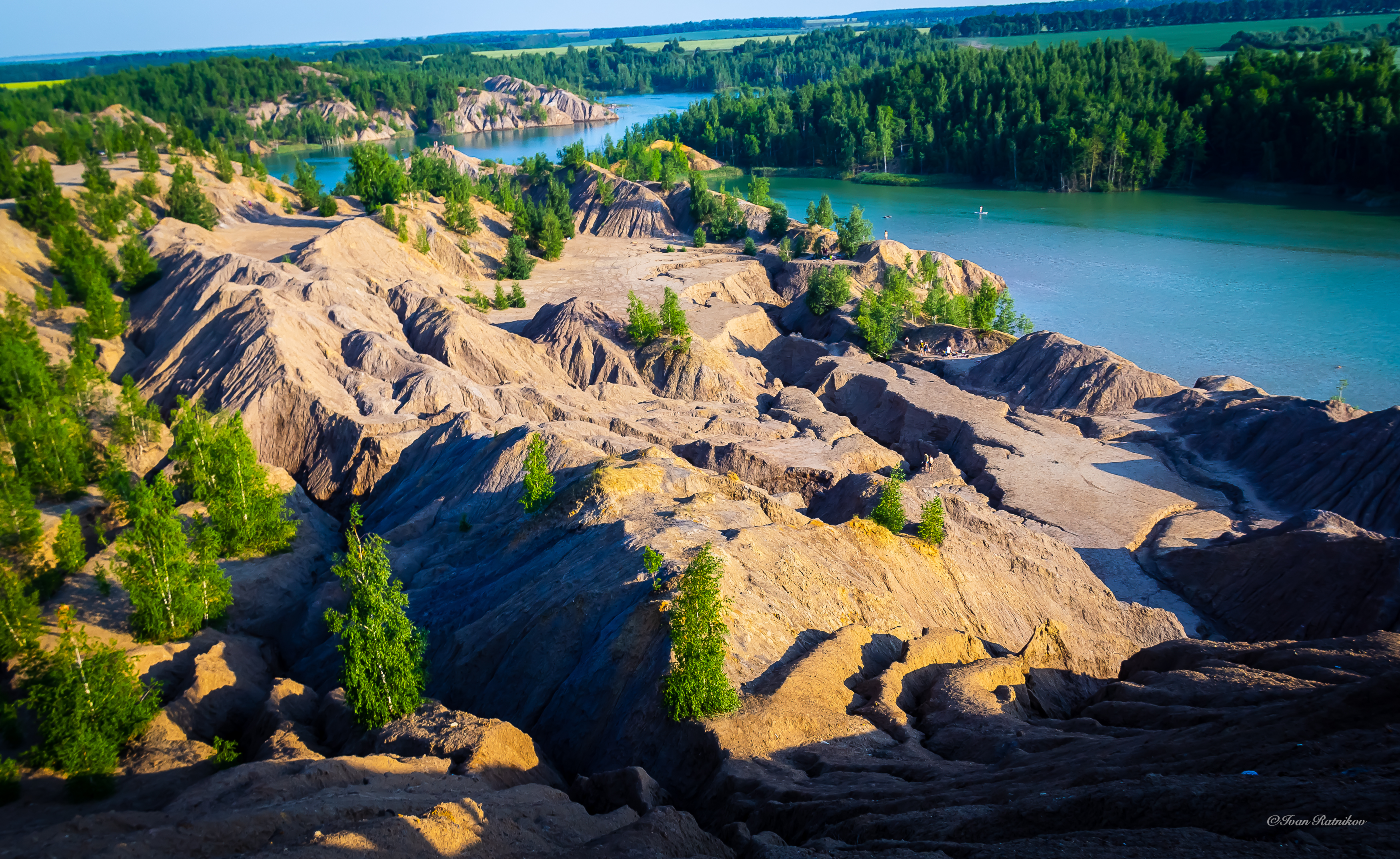
Кондуки, Узловский район

На территории района находится природно-антропогенный рекреационный комплекс Кондуки, примечательный терриконами и залитыми водой карьерами угольной выработки; особо охраняемая природная территория местного значения.
Объекты культурного наследия
На территории Узловского района находится около 107 объектов культурного наследия.
Из них: 28 возведены в честь Победы в Великой Отечественной войне 1941—1945 гг., 8 воинских захоронений, 2 мемориала с Вечным огнём.
Крупные:
- Площадь 50-летия Победы. На ней расположена братская могила № 1. Всего захоронено 364 погибших при обороне города Узловая, станции Узловая-3, деревень Петровское, Брусянка, Малая и Большая Россошка, Акимо-Ильинка, Фёдоровка, Бибиково, Большое Полунино, Ивановка, Марьинка, Вельмино. Могила капитально оборудована, зажжён Вечный огонь, в 1970 г. установлен гранитный обелиск из красного гранита, в виде поднятого знамени высотой 14 м. В 1971 г. установлена скульптура «Солдат-освободитель». Площадь обращена к зеркалу воды Свиридовского пруда. На площади в дни памяти проходят различные акции, митинги, в том числе парад юнармейцев в День Победы.
- Мемориальный комплекс Девушкам-зенитчицам. В 1981 году, на крутом возвышении окружной дороги, при въезде в город Узловая, был расположен мемориальный комплекс Девушкам-зенитчицам. Скульптура девушки в военной шинели с биноклем обрела своё постоянное место. Сзади неё установлен памятник зенитного орудия времен Великой Отечественной войны. Разбит большой цветник между двумя памятниками. Данное место выбрано не случайно. Скульптура девушки смотрит с высоты на город, охраняя чистое небо от налёта фашистской авиации. Ежегодно на мемориале проводятся мероприятия по возложению цветов в День защитника Отечества — 23 февраля, в День Победы — 9 мая, в день гибели двух зенитных артиллерийский дивизий (56 и 153) — 13 мая, в день рождения Октябрины Смирновой — 4 октября, в день освобождения Узловой от немецко-фашистских захватчиков — 14 декабря. Проводятся авто- и мотопробеги в память погибших в годы Великой Отечественной войны. Колонны останавливаются и возлагают цветы, выражают своё почтение защитникам Узловой. Жители города, школьники, студенты, не забывают о подвиге Девушек-зенитчиц, также принимают участие в данных мероприятиях.
- Стела 14 декабря. Создана в 1970 г. в честь Дня освобождения города Узловая от немецко-фашистских захватчиков. Автор: Тимонов, текст на мемориальной доске: «Свободный народ не даст себя победить».
- Паровоз ФД — 20-1535. Время сооружения: 7 ноября 1988 г. Текст на доске: «Паровоз ФД — 20-1535. Построенный Коломенским строительным заводом в 1934 году. Работал в локомотивном депо Узловая, перевозил народнохозяйственные грузы в годы Великой Отечественной войны». Надпись на паровозе: «В память о великом мужестве и героическом труде железнодорожников в годы Великой Отечественной войны».
- Братская могила № 6 — с. Смородино. Расположена в центре д. Смородино в 200 м от шоссе Донской-Богородицк. Скульптурная группа в рос «Женщина с цветами, воин и коленопреклоненный старик с лавровым венком». В 1975 г. подведен и горит «Вечный огонь». Захоронено 156 советских воинов, погибших в Великой Отечественной войне в 1941 году в боях за защиту и освобождение Узловского района. На памятнике установлена мемориальная доска с надписью: «Вечная слава воинам, павшим в Великую Отечественную войну 1941—1945 гг.» ниже фамилии погибших воинов.
- Дом-музей-библиотека Н. А. Руднева (1894, с. Люторичи Епифанского уезда Тульской губернии — 1918, Царицын) в селе Люторичи Узловского района открыт 1973 году. Возглавлял штаб войск, оборонявших Царицын. В бою под Бекетовкой был смертельно ранен и на следующий день скончался. Его именем назван поселок недалеко от его родного села, улица в Туле и Тульская школа № 4. В настоящее время не действует.

Храмы

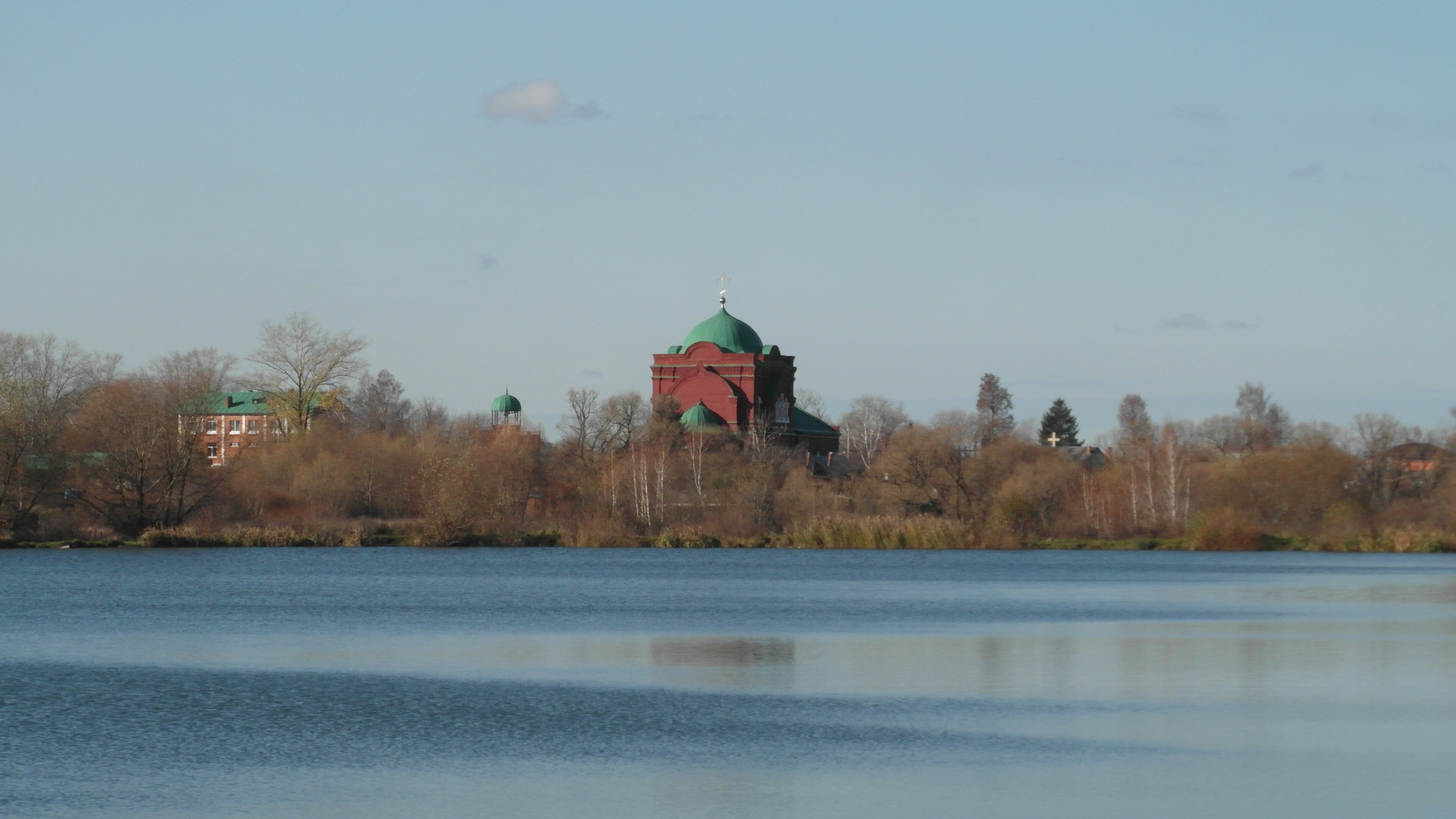
Свято-Троицкий храм

- Свято-Троицкий храмСвято-Успенский храм, г. Узловая, ул. Советская, д.8. Кирпичная двухэтажная церковь-школа, построенная в 1895—1899 в поселке при станции Сызрано-Вяземской ж/д. В 1928 закрыта, венчания сломаны, в здании помещён ДК железнодорожников. В 1994 возвращена верующим, сооружён новый шатровый купол.
- Свято-Троицкий храм, село Супонь. Кирпичная церковь в формах эклектики, построенная в 1896—1910 вместо каменного здания 1805. Крупный двусветный четверик, завершённый низким куполом, с трапезной, в которой находился Казанский придел. Закрыта в кон. 1930-х, к 1980-м заброшена. В 1989 возвращена верующим, отремонтирована[45].
- Свято-Никольский храм, село Высоцкое. Кирпичная церковь, строившаяся на средства С. С. Игнатьева с 1753, окончена в 1793. Односветный четверик, завершённый низким глухим восьмериком с главкой, с полукруглым алтарём, двухпридельной трапезной, выстроенной заново в 1863—1867 и невысокой колокольней, построенной в 1886—1892. Приделы в трапезной Пятницкий и Михаило-Архангельский. Закрыта в 1938, была занята школой, позже складом. В 2001 возвращена верующим, отремонтирована.
- Храм Рождества Богородицы, село Шаховское.
- Свято-Пантелеимоновский храм, поселок Каменецкий. Деревянная церковь, построенная в 2003—2005 попечением В. Б. Павлюка. Прямоугольный в плане сруб с низким восьмериком, несущим шатер, над центральной частью.
- Свято-Георгиевский храм, село Смородино. С 1934 г. используется начальной школой МКОУ НОШ № 31.
- Храм Параскевы (Пятницы), село Бутырки. Кирпичная церковь в формах эклектики, близкая к образцовым проектам. Строилась с 1888 по частям вместо деревянной церкви. Одноапсидный четверик с трапезной, в которой помещался Иверский придел. Закрыта не позже 1930-х, венчания сломаны.
- Часовня Параскевы Пятницы, село Бутырки. Часовня над расчищенным в 2000-х старинным колодцем, сооруженная в 2014.
- Храм Михаила Архангела, село Волково. Храм Архистратига Михаила с двумя приделами: во имя святителя Димитрия Ростовского и великомученицы Екатерины был построен в 1791 году благодаря стараниям жены надворного советника Екатерины Бакуниной. В настоящее время разорён. С весны 2014 г. добровольно восстанавливается узловчанами и местными жителями села.
- Храм Покрова Богородицы, село Козлово. Однопрестольная каменная церковь, выстроенная кн. Вадбольским в 1769. В советские период закрыта, ныне в разорённом состоянии.
- Храм Рождества Христова, село Люторичи. Кирпичная церковь в русском стиле, построенная в 1908. Закрыта не позже 1930-х, основной объём и колокольня сломаны. В настоящее время в разорённом состоянии.

Музеи
- МБУК «Узловский художественно-краеведческий музей». Узловский краеведческий музей открылся как общественный 9 мая 1968 года. В январе 1971 г. получил статус государственного. 13 июня 1987 г. с помощью С. П. Ткачёва, народного художника и депутата Верховного Совета РСФСР, открыта первая в области народная художественная галерея, которая позже позволила преобразовать музей в художественно-краеведческий с неплохим фондом работ советских художников 50—90-х гг. XX века. Небольшая, но универсальная коллекция является базой для Детской художественной школы, самодеятельных художников и мастеров декоративно-прикладного искусства. Музей является методическим и организационным центром для малых общественных музеев, клубов при музее под девизом «Музей — дом муз». Руководствуясь своим девизом, музей принимает активное участие в общественной и культурной жизни города. В музейных стенах нашли приют самые разнообразные объединения. Это общества «Мемориал», «Ленин и Отечество», «Классика»; клубы «Старый барабан», «Юный археолог», коллекционеров, «Краевед», «Литературное объединение» и др. Фонды музея, как и большинства провинциальных комплексных музеев, представляют собой довольно разнообразное собрание. Основу составляют коллекции по истории местных предприятий, персоналии знаменитых земляков, собрание художественной галереи под девизом «Дела и люди Подмосковья». В последние годы музей активно вёл археологическую разведку территории района с помощью Тульской археологической экспедиции и клуба юных археологов. В результате сформирована коллекция материалов по истории края от каменного века до XVIII века нашей эры. Среди уникальных экспонатов — клад арабских дирхемов, образцы чёрно-лощенной керамики XII—XIV веков. Совместно с обществом охотников создаётся коллекция чучел животных района, собран материал по экологии и последствиям влияния Чернобыльской АЭС и др. В музее проходит более 40 выставок в год.

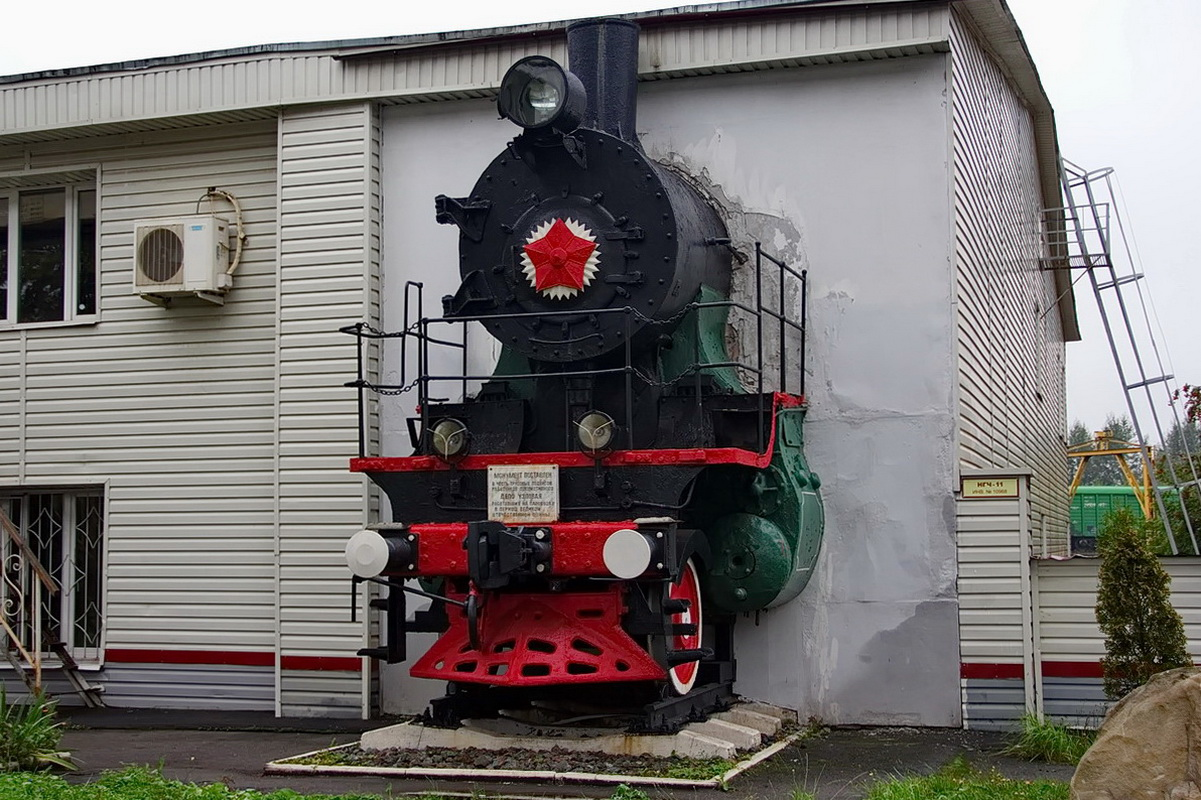
Локомотивное депо

- Локомотивное депоМузей железнодорожного транспорта в локомотивном депо города Узловая. Создан в 1967 году по инициативе ветеранов-железнодорожников, музей уже давно перерос рамки хранителя истории одного конкретного предприятия. Ежедневная научно-методическая, краеведческая и патриотическая работа, проводимая ветеранами-общественниками и сотрудниками музея, позволили специалистам Санкт-Петербургского и Московского железнодорожных музеев причислить музей в депо Узловая к одному из лучших железнодорожных музеев страны. Экспозиция музея насчитывает свыше 1300 подлинных экспонатов основного и вспомогательного фондов, рассказывающих об истории развития железнодорожной отрасли в Тульском регионе, создании предприятия, его современной жизни. 89 экспонатов музея имеют историческую ценность.

События
Ежегодно в Узловском районе проходит масса культурных мероприятий.
- День города Узловая. Ежегодное массовое мероприятие. Проводится в 1 субботу августа. Торжества проходят по всему городу. На поляне влюбленных проходит торжественная регистрация новобрачных. На центральных улицах проходят товарищеские встречи по боксу, шашкам, шахматам, домино. На стадионе проходят футбольные матчи. В центре на главной сцене концерт. В воскресенье после этого в городе отмечается День железнодорожника
- День России. 12 июня. В этот день в парках города и на пешеходной зоне в центре города проходят мероприятия.
- День Победы 9 мая. Одно из самых массовых мероприятий. В этот день в городе проходит парад юнармейцев. В 2015 году в параде приняло участие 425 мальчишек и девчонок. Замыкал парад «Бессмертный полк», в котором приняло участие около 1500 узловчан. Всего на площади 50-летия Победы в праздничных мероприятиях приняло участие около 8000 человек.
- 22 июня в 4:00 — памятная акция «Свеча неугасимая». Ежегодно 22 июня ровно в 4 часа, на площади 50-летия Победы проходит акция «Свеча неугасимая». Узловчане и все желающие ставят поминальные свечи у «Вечного огня».
- День молодёжи (последняя суббота июня). В 2014 году, на стадионе «Локомотив» проходил праздничный концерт, после концертной программы, для молодёжи был организован сюрприз, в виде пенной вечеринки. С 2017 года проходит в Машиностроительном парке
- День Тульской области. В одну из суббот сентября совместно со всей областью, в городе организуются торжества по случаю дня региона.
- Широкая Масленица. В городе и посёлках в этот день проходят мероприятия с народными гуляниями, посвящённые проводам зимы.
- Театральная неделя в Молодёжном любительском театре[46].
- Многожанровый фестиваль народного творчества «Живой родник», посвящённый памяти заслуженного работника культуры, почётного гражданина города Узловая В. И. Кашникова (октябрь-ноябрь).
- Хореографический фестиваль «Зимняя сказка» (декабрь).
- Фестиваль патриотической песни «Песня памяти» (февраль).
- Детский фестиваль вокального творчества «Серебряный олень». Гала-концерт ежегодно проходит 9 мая на главной сцене города.
- Мисс «Студенческая весна» (апрель). Ежегодно проходит конкурс среди студенток средних профессиональных учреждений Узловского района.
- 14 Декабря. Проходят торжественные мероприятия, посвящённые освобождению города Узловая от немецко-фашистских захватчиков.
- В посёлках Дубовка, Партизан, Брусянский, Каменецкий, Майский, а также в сквере Шахтёров города Узловая в последнее воскресенье августа проходят торжественные мероприятия, посвящённые Дню шахтёра.

Гостиницы
«Телега», г. Узловая